# Bölcsőhalál
A bölcsőhalál vagy hirtelen csecsemőhalál (angolul: Sudden Infant Death Syndrome; SIDS) a baba nagyjából egyéves koráig előforduló váratlan, előzmények nélküli elhalálozását jelenti, amelynél utólagos vizsgálatok se tudják felderíteni a pontos okot. Ennél fogva pontos mechanizmusát és lefolyását nem ismerjük. Lényegében bölcsőhalál megnevezés nem egy adott, pontos folyamatot takar, hanem felderíthetetlen halálesetek összefoglaló halmaza. Ezért a bölcsőhalál téma körül sok a félreértés és misztikum. Gyakoriak a szenzációhajhász bejelentések és a visszaélési kísérletek. Első feljegyzés a témáról a Bibliában található. Az első tudományos leírás 1923-ból származik, majd 1970-ben definiálják először. A legkritikusabb időszak a statisztikák szerint a baba 2 és 4 hónapos kora között van.

## Diagnózis és definíció
Mivel a bölcsőhalál (SIDS) számos eshetőséget takaró összefoglaló megnevezés, így definíciója is általános. Alapvetően akkor sorolhatunk valamit ebben a fogalomkörbe ha az alábbi állítások mindegyike igaz:
- Nincs semmilyen olyan kórelőzmény, ami a halálesetet indokolná.
- Az elhalálozás gyors lefolyású, előzménymentes.
- Utólag a halál pontos oka nem megállapítható.

Továbbiakban a következő megállapítások jellemzőek még:
- A bölcsőhalál esetén zömében éjszaka alvás közben történik.
- A babán nem láthatóak külsérelmi nyomok, sem haláltusának, szenvedésnek jele.

Ma már több országban felmerült a szakmában, hogy a SIDS megfogalmazás nem megfelelő, mert nem csak az esemény hirtelen voltán van a hangsúly, hanem a megmagyarázhatatlanságán is, így a SIDS kifejezés félrevezető. Ezért Ausztrália és Új-Zélandon a SUDI kifejezést ajánlják inkább, ahol az "U" a "unexpected", vagyis váratlant jelenti, illetve az Amerikai Egyesült Államokban a SUID kifejezést, ahol az "U" a "undetermined", vagyis nem meghatározhatót jelöli.
A bölcsőhalál fogalom körének szakmai megjelenésének egyik árnyoldala, hogy ebben a korban a szakemberek és hatóságok számára elfogadottabbá váltak a megmagyarázhatatlan halálesetek, így néha felületes vizsgálatokkal zárhatnak le olyan eseteket, ahol a halál oka alaposabb vizsgálatokkal kideríthető lehetett volna.
Egyik kirívó eset Wanda Hoyt ügye. Az anya 1964 és 1971 között 5 gyermekét ölte meg és az első négy esetben bölcsőhalált állapítottak meg az orvosok, mire az utolsó esetnél kiderült az igazság. Ekkor alakult ki az a morbid mondás a hatóságok körében: „Egy csecsemőhalál SIDS, kettő már gyanús, három: gyilkosság!”. Azonban óvatosan kell bánni az általánosítással, mert hazánkban is volt olyan jól dokumentált eset, amikor egy anya 6 gyermeke közül hármat veszítette el bölcsőhalállal. Végül hetedik gyermekénél elkeseredésében orvosi segítséget kért és sikerült is megóvni a gyermek életét. A bölcsőhalál esetén fontos az utólagos alapos hatósági vizsgálat.

## Statisztikák
Ellentmondásosak a statisztikák az esetek számával kapcsolatban is. A legnagyobb probléma, hogy nem csak a statisztikai módszerekben van eltérés országonként, hanem az utólagos vizsgálati és patológiai gyakorlatban is. Például hivatalosan Pápua Új-Guineában nincs egyetlen ilyen eset sem.
Így ezen statisztikák összehasonlítása nem pontos, inkább csak irányadó. Közép-Európában 10 000 babára jut 2,7 eset, Amerikai Egyesült Államokban pedig 6,9 és azon belül az afroamerikai lakosság körében gyakoribb az esetek száma.

## Feltételezett okok és rizikófaktorok
Paradox a bölcsőhalál okait keresni, amikor e fogalom megkülönböztető jegye (differentia specifica) éppen az ok hiánya.
Az okok boncolgatásánál főleg statisztikai és logikai következtetésekre támaszkodhatunk. Éppen ezért a következő felsorolás tartama megfontolandó, de minden kétséget kizáróan még nem igazolhatóak!
A csecsemőhalál esélyét növelő faktorok:
- Alvás-ébrenlét szabályozási problémák szervi alapon. Az ilyen babáknál az agyban a légzésért felelős központ fejletlenebb.
- Hason vagy oldalt fekvő (alvó) baba.
- Dohányzás és drog hatások. Ide tartozik, mind a baba passzív dohányzása, mind pedig a terhesség és szoptatás alatti anya dohányzása, alkohol, drog fogyasztása, amely hat a magzatra. Valamint bármely ezen hatások ha babát érik a terhesség után.
- Túlöltöztetés.
- Puha matrac vagy a baba takaróba illetve paplanba csavarása.
- A baba együtt alvása a szülőkkel. Számos esetben az éjszaka véletlenül betakart vagy agyonnyomott babáknál ha nincs külsérelmi nyom, akkor utólag a bölcsőhalálhoz sorolják az elhalálozás okát. Az együtt alváskor előfordulhat, hogy a gyermek a helyzetből adódóan túl sok a szülő által kilélegzett és koncentrálódott szén-dioxidot lélegez be.
- Szülési tényezők. Iker és kora szülés valamint alacsony szülési súly.
- Túl fiatal vagy idős anya.
- Szociális tényezők, Ellátottsági problémák szegénység vagy hanyagság miatt.
- Nem megfelelő szobahőmérséklet.
- Ismeretlen genetikai tényezők vagy testi elváltozások.
- A családban korábbi bölcsőhalál eset.

## Megelőzés és védekezés
A jelenleg ismert legmegfelelőbb megelőzési módszer a baba figyelése alvás közben ún. légzésfigyelővel. A légzésfigyelő készülékek felépítése és működési elve eltérő lehet, de lényegében többnyire érzékeny mozgásérzékelő készülékek, amely a baba légzés közbeni mellkasmozgását is érzékeli. A készülékeken beállítható az érzékenység és hogy mennyi idő után jelezzen, ha nem észlel mozgást. A működési elvből következik, hogy:
- A légzésfigyelő csak akkor működik megfelelően, ha jól állították be és megfelelően telepítik.
- A légzésfigyelőt csak akkor működik megfelelően, ha más mozgás (pl.: elektromos játék, eszköz stb.) nem befolyásolja.
- Beállítástól és telepítéstől függően kisebb nagyobb gyakorisággal előfordulhatnak téves ún. vakriasztások. Ilyenkor fontos, hogy ne essünk pánikba, még véletlenül se tegyünk olyat, hogy az alvó babát felvesszük és erősen megrázzuk, mert rossz esetben a baba nyakcsigolyája is eltörhet így.

Nagyon fontos megjegyezni, hogy a légzésfigyelő használata önmagában nem feltétlenül elégséges, hiszen a szükség esetén a riasztott személynek értenie kell a leállt légzésű és keringésű baba újraélesztéséhez (reanimálás). Ezen ismeretek szaktanfolyamon elsajátíthatóak, több kórházban is folyik oktatás szülőknek. Az újraélesztés után ajánlott a baba azonnali szakszerű vizsgálata.

## Lásd még
- Csecsemőhalandóság

## Külső hivatkozások
- ujraelesztes.lap.hu
- sids-network (angolul)

## Könyv
- Csaba Emese főszerkesztő: Orvosi tanácsok otthonra. 3. Budapest: Reader's Digest. 1995.   112. o. ISBN 978-963-8475-03-9